# اسرتن دراگویلوویچ
اسرتن دراگویلوویچ (سیریلیک صربی: Сретен Драгојловић؛ ۶ مهٔ ۱۹۳۸ – ۲ سپتامبر ۱۹۷۱) بازیکن بسکتبال اهل یوگسلاوی بود.
از باشگاه‌هایی که در آن بازی کرده‌است می‌توان به باشگاه بسکتبال ستاره سرخ بلگراد اشاره کرد.
وی در مسابقات کشوری و بین‌المللی در مجموع برندهٔ ۲ مدال طلا، ۳ مدال نقره شده‌است.